# Kostel Nanebevzetí Panny Marie (Velké Pavlovice)
Kostel Nanebevzetí Panny Marie je římskokatolický chrám ve Velkých Pavlovicích v okrese Břeclav. Jde o farní kostel římskokatolické farnosti Velké Pavlovice. Je chráněn jako kulturní památka České republiky.
První písemná zmínka o farním kostele je z přelomu 14. a 15. století. Původně v obci stával malý kostel svaté Kateřiny. Nynější kostel byl vystavěn až v letech 1670-1680 hrabětem Fridrichem z Oppersdorfu. Neměl ještě věž se zvony, původní zvonice stála přímo u fary. 35 metrů vysoká věž se schodištěm byla vestavěna do severního průčelí kostela až roku 1883. Vybavení kostela pochází většinou z poloviny 18. století.
Oplechování věže a střechy byla měněno v letech 1993-1994. O jedenáct let později došlo k přístavbě nové sakristie a místnosti pro matky s dětmi. Mezi roky 2009-2010 se opravovala celá střecha.
V roce 2017 v soutěži o nejlépe opravenou památku Jihomoravského kraje získal kostel největší počet hlasů. V předcházejícím roce byla ukončena druhá etapa obnovy vnějšího pláště kostela. Byla tak završena celková obnova exteriéru stavby včetně obnovy střechy a opatření proti vzlínající vlhkosti. Náročná obnova barokní fasády a chrámové střechy trvala téměř osm let. Oceněna byla skutečnost, že při obnově byly v rámci možností respektovány tradiční stavební a technologické postupy odpovídající době poslední přestavby včetně barevnosti fasádního nátěru.